# Rat za neovisnost Dominikanske Republike
Rat za neovisnost Dominikanske Republike (španjolski: Independencia de la República Dominicana) odvijao se od 1843. do 1849. godine. Prije rata, cijeli otok Hispaniola bio je pod upravom Haitija 22 godine kada je Haiti zauzeo tek nezavisnu državu Haiti Español 1822. godine.
Mladi i obrazovani, izvorni nacionalist Juan Pablo Duarte zajedno s Matias Ramón Mellom i Franciscom del Rosariom Sanchezom osnovao je pokret otpora La Trinitaria ("Trojstvo") 1838. godine. Organizacija je radila u tajnosti zbog mogućnosti otkrivanja od strane haićanskih vlasti. Broj članova se naglo povećavao ali su otkriveni te su morali promijeniti svoje ime u La Filantrópica (doslovno "filantropijsko", na španjolskom), te su nastavili raditi protiv Haićana.
Godine 1843. pokušan je udar protiv haićanskog predsjednika Jeana Pierra Boyera, ali neuspiješno neki članovi La Trinitarie su uhićeni a Durante je napustio otok. Duarte je tražilo podršku u Kolumbiji i Venezueli, ali neuspiješno. U prosincu 1843. pobunjenici su pozvali Duarta da se vratiti jer su morali djelovati brzo pošto su se bojali da će Haićani saznati za planove pobune.  Duarte se nije vratio zbog bolesti, te su pobunjenici odlučili poduzeti akciju pod vodstvom Francisca del Rosaria Sáncheza, Ramóna Matíasa Mella i Pedra Santane.
Dana 27. veljače 1844.,  pobunjenici su zauzeli utvrdu Ozama u glavnom gradu. U roku od dva dana, svi haićanski dužnosnici napustili su Santo Domingo. Durante se vratio 14. ožujka nakon što se oporavio od bolesti, dočekan je slavljem.
Sljedeću godinu, Santanine vojne snage su nastavile braniti Republiku protiv svih haićanskih napada, pobijedivši ih u bitkama 19. ožujka, 30. ožujka, El Memiso i u bici kod Puerto Tortuguera. Početkom srpnja 1844., Duarte je pozvan od strane svojih sljedbenika da uzme titulu predsjednika Republike. Duarte je pristao, ali samo ako budu slobodni izbori. Međutim, Santanine snage su preuzele Santo Dominga 12. srpnja 1844., a on se proglasio vladarom Dominikanske Republike. Santana je zatim stavio u zatvor Mella, Duartea i Sancheza.
Dana 6. studeni 1844. ustavotvorna skupština izradila je Ustav. Santani je Ustav dao neograničenu moć tijekom tekućeg rat protiv Haitija. Rat se nastavio tijekom rujna i studenog 1845. a Haićani su poražen u Estrelletu i Beleru. Santana je ostao predsjednik do 1848. Haićanski predsjednik Faustin Soulouque napao je ponovo El Numero i Las Carreras ali je poražen.